# Biegus karłowaty
Biegus karłowaty (Calidris minutilla) – gatunek małego, wędrownego ptaka brodzącego z rodziny bekasowatych (Scolopacidae).

## Systematyka
Dawniej czasami uznawany za jeden gatunek z biegusem smukłonogim (Calidris subminuta). Nie wyróżnia się podgatunków.

## Występowanie
Zamieszkuje północną Kanadę i Alaskę. Zimuje od Oregonu i południowej części USA przez Amerykę Środkową i Karaiby po północne Chile i środkowo-wschodnią Brazylię. Sporadycznie pojawia się w Azji i Europie; w Polsce stwierdzony tylko raz – w sierpniu 2005 roku we wsi Rudze w województwie małopolskim. Regularnie osiąga wyspy Galapagos, a rzadko Hawaje.

## Morfologia
WyglądBrak wyraźnego dymorfizmu płciowego. W szacie godowej wierzch ciała brązowy w ciemne plamki, spód czysto biały. W locie na spodniej stronie skrzydła widoczny biały pasek. Biały pasek również na ogonie. W szacie spoczynkowej kolor brązowy przechodzi w brązowoszary. Osobniki młodociane nieco jaśniejsze, o rudawym odcieniu. Dziób ciemny, nogi szarożółte.
Wymiary średniedługość ciała ok. 13–15 cm
rozpiętość skrzydeł ok. 27–28 cm
masa ciała ok. 19–30 g

## Ekologia i zachowanie
BiotopWilgotne obszary tundry i lasotundry. Zimuje na morskich wybrzeżach.
GniazdoNa ziemi, zwykle w pobliżu wody, zagłębienie wysłane trawą lub mchem. Na otwartej przestrzeni lub wśród niskich wierzb w lasotundrze.
JajaW ciągu roku wyprowadza jeden lęg, składając w maju–czerwcu 4 jaja.
WysiadywanieJaja wysiadywane są przez okres około 20 dni przez oboje rodziców. Po wykluciu młodymi, zwłaszcza w późnych lęgach, opiekuje się głównie samiec. Pisklęta opuszczają gniazdo po jednym dniu, lecz pozostają pod opieką rodziców przez kolejne 3 tygodnie.
PożywienieBezkręgowce, jesienią uzupełniane przez nasiona roślin wodnych.

## Status i ochrona
Międzynarodowa Unia Ochrony Przyrody (IUCN) od 2024 roku uznaje biegusa karłowatego za gatunek bliski zagrożenia (NT, Near Threatened); wcześniej był on klasyfikowany jako gatunek najmniejszej troski (LC, Least Concern). W 2012 roku liczebność populacji kontynentalnej szacowano na około 700 tysięcy osobników, jednak późniejsze badania wykazały, że ptak ten jest znacznie liczniejszy. W 2024 roku szacowano liczebność populacji na 5–15 milionów dorosłych osobników. Trend liczebności populacji uznawany jest za spadkowy.
W Polsce objęty ochroną gatunkową ścisłą.